# Приспособимост (биология)
Приспособимостта (често обозначавана с w в популационната генетика) е централно понятие в еволюционната теория. Тя описва способността на един индивид с даден генотип да се възпроизведе и обикновено съответства на относителния дял на гените на индивида от всички гени в следващото поколение. Ако разликите в индивидуалния генотип оказват влияние на приспособимостта, то тогава относителната честота на генотипите ще се променя в поколенията, като по този начин генотипът с по-висока приспособимост става по-често срещан. Този процес се нарича естествен отбор.
Приспособимостта на един индивид се изразява чрез неговия фенотип. Имайки предвид, че фенотипът се формира под влиянието на генотипа и околната среда, приспособимостта на индивиди с един и същ генотип не е непременно еднаква, защото зависи от условията на средата, в която те живеят. Все пак, понеже приспособимостта е усреднена величина, тя отразява репродуктивните усилия на всички индивиди, притежаващи този генотип.
Понеже приспособимостта се измерва с броя на копията на гените на един индивид в следващото поколение, не е от съществено значение как става преносът на тези гени в него. Т.е., за индивидът е еднакво „изгодно“ да се размножава самият той или да помага на роднини, притежаващи сходни гени, при условие, че сходни количества копия от гените на индивида ще преминат в следващото поколение. Селекцията, която допринася за този вид помощно поведение, се нарича роднински отбор.
Терминът е сравнително труден за разбиране и често се разбира погрешно.

## Единици за приспособимост
Използват се два вида единици за приспособимост: абсолютна и относителна.
Абсолютната приспособимост ({\displaystyle w_{\mathrm {abs} }}) на един генотип се дефинира като отношението между броя на индивидите с този генотип преди отбора към този след отбора. Изчислява се за едно поколение, в абсолютни или относителни числа. Приспособимост над 1.0 означава, че генотипът увеличава срещаемостта си, а отношение под 1.0 означава намаление на срещаемостта.
{\displaystyle {w_{\mathrm {abs} }}={{N_{\mathrm {after} }} \over {N_{\mathrm {before} }}}}
Абсолютната приспособимост може да се получи и като произведение на процентът на оцелелите индивиди и средната плодовитост.
Приспособимост = Оцеляемост X Плодовитост
Относителната приспособимост представлява средният брой оцелели потомци от даден гетотип, сравнен със средния брой оцелели потомци от конкурентен генотип в следващото поколение, т.е. единият генотип е приет за норма (w=1), а приспособимостта на останалите се измерва спрямо него. Относителната приспособимост може да бъде само положително число или нула.
Обикновено се работи с относителната приспособимост, защото абсолютната е трудно да бъде изчислена. Често пъти е трудно да се определи колко индивиди от даден гетотип се получават веднага след размножаването.
Двете понятия (абсолютна и относитела приспособимост) са свързани. Разделени на средната приспособимост (претеглена с генотипната честота), те дават едно и също частно.
{\displaystyle {w_{abs} \over {\bar {w_{abs}}}}={w_{rel} \over {\bar {w_{rel}}}}}
Понеже приспособимостта е коефициент и една променлива може многократно да бъде умножавана с него, биолозите (особено преди навлизането на компютрите)работят с логаритъм от приспособимостта.
|  | Тази страница частично или изцяло представлява превод на страницата Fitness (biology) в Уикипедия на английски. Оригиналният текст, както и този превод, са защитени от Лиценза „Криейтив Комънс – Признание – Споделяне на споделеното“, а за съдържание, създадено преди юни 2009 година – от Лиценза за свободна документация на ГНУ. Прегледайте историята на редакциите на оригиналната страница, както и на преводната страница, за да видите списъка на съавторите. ВАЖНО: Този шаблон се отнася единствено до авторските права върху съдържанието на статията. Добавянето му не отменя изискването да се посочват конкретни източници на твърденията, които да бъдат благонадеждни. |